# Pols cometària

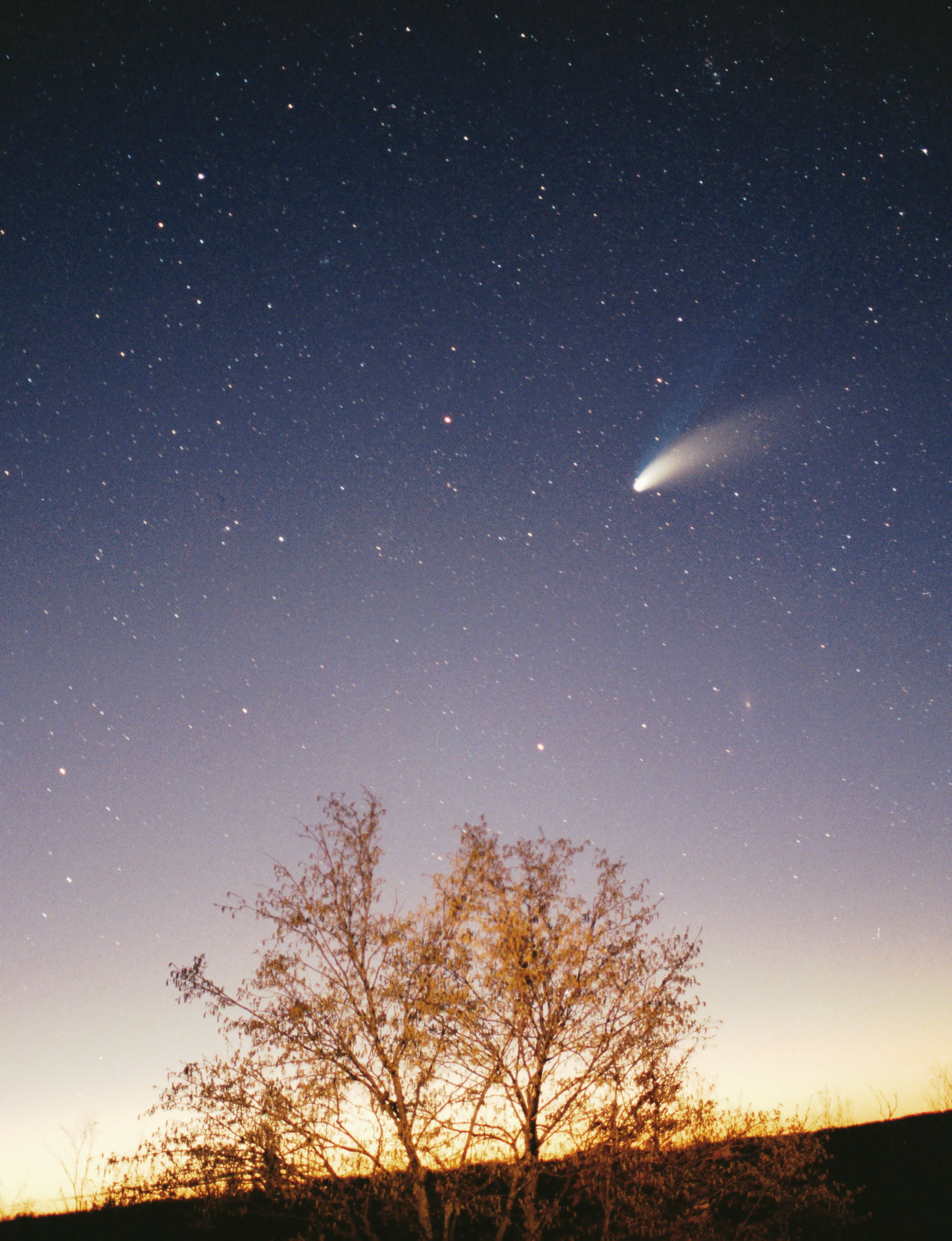
Cometa Hali-Bopp. En la imatge s'observen dues cues, ambdues producte del vent solar. La cua blava és gas ionitzat de la coma del cometa i la cua blanca és la pols cometària que quedarà alliberada del cometa.

La pols cometària és pols còsmica provinent d'un cometa. Aquest s'origina pel vent solar que allibera partícules de pols del cometa a l'espai quan el cometa és a la rodalia del Sol. Aquest material pot donar informació sobre l'origen i formació del cometa.
Si aquesta pols ha estat alliberada pel cometa en una zona propera a l'òrbita de la Terra, pot entrar en l'atmosfera terrestre donant lloc al fenomen dels meteors, i fins i tot si les concentracions de pols són molt grans, pot arribar a donar lloc a una pluja d'estels, que succeirà cada vegada que la Terra passi per la zona en la qual la pols cometària va ser alliberada pel cometa fins que la Terra acabi per atreure tota la pols cometària que va deixar el cometa al seu pas. Per exemple, la pols cometària provinent de restes alliberades pel cometa 1P/Halley produeix dues pluges d'estels, la dels Oriònids, a l'octubre, i la de les Η-Aquàrids, al maig.